# 17-я гвардейская танковая бригада
17-я гвардейская танковая Орловская ордена Ленина, Краснознамённая, ордена Суворова бригада — гвардейское формирование РККА.
До 8 декабря 1942 года — 157-я отдельная танковая бригада.

## История формирования
Приказом НКО № 380 от 8 декабря 1942 г. — 157 отбр переименована в 17-ю гвардейскую танковую бригаду.
В составе Действующей армии и флота:
- с 08.12.1942 по 01.04.1943;
- с 11.06.1943 по 11.08.1943;
- с 24.10.1943 по 12.05.1944;
- с 10.06.1944 по 09.05.1945.

## Боевой и численный состав
Состав бригады:
- Управление бригады = [[Вели
- 346-й отдельный танковый батальон
- 347-й отдельный танковый батальон

30 мая 1944 г. бригада была переформирована по штатам № 010/500-010/506. В состав бригады включили 3-й танковый батальон. Состав бригады:
Управление бригады (штат № 010/500) — 54 чел.
Рота управления (штат № 010/504) — 164 чел.
- 1-й танковый батальон (штат № 010/501) — 148 чел. — бывший 346-й
- 2-й танковый батальон (штат № 010/501) — 148 чел. — бывший 347-й
- 3-й танковый батальон (штат № 010/501) — 148 чел.
- Моторизованный батальон автоматчиков (штат № 010/502) — 507 чел
- Зенитно-пулемётная рота
- Рота технического обеспечения (штат № 010/505) — 123 чел.
- Медсанвзвод (штат № 010/506) — 14 чел.

## Командный состав бригады
Командиры бригады:
- гвардии полковник, с 02.11.1944 гвардии генерал-майор танковых войск Шульгин, Борис Владимирович [с 16.02.1943 до конца войны]

Военный комиссар бригады (с 09.10.1942 г. — заместитель командира бригады по политической части):
- гвардии майор, с 03.04.1943 — гвардии подполковник Кудряшов Василий Яковлевич [с 08.12.1942 по 23.06.1943]

Начальник политотдела (с июня 1943 г. он же заместитель командира по политической части):
- гвардии майор Рудерман Леонид Ефимович [с 08.12.1942 по 23.06.1943]
- гвардии подполковник Кудряшев Василий Яковлевич [с 23.06.1943 по 21.04.1945]
- гвардии майор Зубов Георгий Петрович [с 21.04.1945 по 06.08.1945]

Заместитель начальника штаба по политической части:
- гвардии майор Меньков Андрей Давыдович [на июнь 1943]

## Подчинение
| Дата | Фронт (округ) = [[Вели   | Армия              | Корпус                          |
| --- | ------------------------ | ------------------ | ------------------------------- |
| 01.01.1943 года | Юго-Западный фронт       | 5-я танковая армия | 1-й гвардейский танковый корпус |
| 01.02.1943 года | Юго-Западный фронт       |                    | 1-й гвардейский танковый корпус |
| 01.04.1943 года | Резерв Ставки ВГК        |                    | 1-й гвардейский танковый корпус |
| 01.05.1943 года | Степной военный округ    |                    | 1-й гвардейский танковый корпус |
| 01.07.1943 года | Брянский фронт           |                    | 1-й гвардейский танковый корпус |
| 01.09.1943 года | Московский военный округ |                    | 1-й гвардейский танковый корпус |
| 01.11.1943 года | Белорусский фронт        |                    | 1-й гвардейский танковый корпус |
| 01.01.1944 года | Белорусский фронт        | 65-я армия         | 1-й гвардейский танковый корпус |
| 01.02.1944 года”. С 19 по 28 февраля 1943 года 17 гв. танковая бригада в условиях полуокружения вела упорные бои с част | Белорусский фронт        |                    | 1-й гвардейский танковый корпус |
| 01.03.1944 года | 1-й Белорусский фронт    |                    | 1-й гвардейский танковый корпус |
| 01.04.1944 года | 1-й Белорусский фронт    | 50-я армия         | 1-й гвардейский танковый корпус |
| 01.05.1944 года | 1-й Белорусский фронт    |                    | 1-й гвардейский танковый корпус |
| 01.06.1944 года | Резерв Ставки ВГК        |                    | 1-й гвардейский танковый корпус |
| 01.07.1944 года | 1-й Белорусский фронт    |                    | 1-й гвардейский танковый корпус |
| 01.12.1944 года | 2-й Белорусский фронт    |                    | 1-й гвардейский танковый корпус |
| 01.02.1945 года | 2-й Белорусский фронт    | 70-я армия         | 1-й гвардейский танковый корпус |
| 01.03.1945 года | 2-й Белорусский фронт    |                    | 1-й гвардейский танковый корпус |

## Боевой путь бригады
22 ноября 1942. Для овладения этой переправой через р. Дон в ночь на 22 ноября был сформирован передовой отряд в составе 5 танков Т-34 157-й тбр и двух рот 14-й мсбр под командованием командира этой бригады подполковника Г. Н. Филиппова. Умело обходя узлы сопротивления противника, передовой отряд к рассвету вышел в район переправы. Командир отряда принял решение двигаться на переправу в походной колонне с зажжёнными фарами. Военная хитрость удалась, охрана переправы не ожидала такой дерзости с нашей стороны и сначала приняла колонну за свою. После короткого боя к 5 часам утра очень важная переправа перешла в наши руки. Это позволило переправить на левый берег Дона главные силы не только 2-го но и 4-го танкового корпусов, что в значительной степени предопределило быстрый захват хутора Калач — важнейшего узла вражеской обороны. За смелые инициативные действия по захвату переправы подполковнику Г. Н. Филиппову было присвоено звание Героя Советского Союза. В ходе штурма немецких укреплений 1-м гвардейским танковым корпусом, после ввода в бой на речной лёд мотострелкового батальона 157 отд. тбр под прикрытием танкового огня с противоположного берега Дона, хутор Калач был освобождён.
8 декабря 1942 года 157 отдельная танковая бригада получила звание гвардейской и новое наименование “17-я гвардейская танковая бригада”.
С 19 по 28 февраля 1943 года 17 гв. танковая бригада в условиях полуокружения вела упорные бои с частями 2 танкового корпуса СС за освобождение и удержание города Павлограда в Днепропетровской области. Прикрывая отступающие стрелковые части, бригада в начале марта 1943 года переправилась через Северский Донец в районе г. Изюм Харьковской области и направлена на переформирование в составе 1 гв. танкового корпуса.
5 августа 1943. На рассвете в Орёл на плечах отступающего противника ворвались 17-я гв. тбр полковника Б. В. Шульгина, части 5-й, 129-й и 380-й сд, которыми соответственно командовали полковники П. Т. Михалицын, И. В. Панчук, А. Ф. Кустов. Всем этим соединениям, а также многим авиационным было присвоено почётное наименование Орловских.
5 сентября 1944. Танковая бригада форсировала реку Нарев и захватила плацдарм на её западном берегу в районе города Сероцк. Танкисты на плацдарме самоотверженно отбивали контратаки фашистов, уничтожая боевую технику и живую силу противника.

## Почётные наименования и награды
| Награда (наименование)            | Дата награждения                                                 | За что получена |
| --------------------------------- | ---------------------------------------------------------------- | --- |
| Почётное звание «Гвардейская»     |                                                                  | При формировании. |
| Почётное наименование «Орловская» | Приказ Народного Комиссара Обороны СССР № 273 от 9.09.1943 года. | В ознаменование одержанной победы и за боевое отличие при освобождении города Орёл. |
| Орден Красного Знамени            | Указ Президиума Верховного Совета СССР от 15.01.1944 года.       | За образцовое выполнение боевых заданий командования на фронте борьбы с немецкими захватчиками, освобождение города Калинковичи и проявленные при этом доблесть и мужество.                                                                              |
| Орден Суворова II степени         | Указ Президиума Верховного Совета СССР от 5.07.1944 года.        | За образцовое выполнение боевых заданий командования на фронте борьбы с немецкими захватчиками, за овладение городом и крупной железнодорожной станцией Бобруйск и проявленные при этом доблесть и мужество.                                             |
| Орден Ленина                      | Указ Президиума Верховного Совета СССР от 17.05.1945 года.       | За образцовое выполнение боевых заданий командования на фронте борьбы с немецкими захватчиками при овладении городом и крепостью Гданьск (Данциг) и проявленные при этом доблесть и мужество. Указ Президиума Верховного Совета СССР от 17.05.1945 года. |

## Отличившиеся воины бригады

### Герои Советского Союза
| Ф. И. О.                    | Должность                                       | Звание                    | Дата награждения     | Примечание |
| --------------------------- | ----------------------------------------------- | ------------------------- | -------------------- | ---------- |
| Сухомлин, Иван Михайлович   | командир танковой роты 2 танкового батальона    | гвардии лейтенант         | 22 августа 1944 года |            |
| Симаков, Фёдор Фёдорович    | командир танкового взвода 3 танкового батальона | гвардии младший лейтенант | 24 марта 1945 года   |            |
| Юбкин, Василий Павлович     | командир танка 3 танкового батальона            | гвардии младший лейтенант | 24 марта 1945 года   |            |
| Шульгин, Борис Владимирович | командир бригады                                | гвардии полковник         | 6 апреля 1945 года   |            |

## Послевоенное время
Летом 1945 года 17-я гвардейская танковая Орловская ордена Ленина Краснознамённая ордена Суворова бригада переформирована в 17-й гвардейский танковый Орловский ордена Ленина Краснознамённый ордена Суворова полк в составе 1-й гвардейской танковой дивизии Группы советских оккупационных войск в Германии.
В 1947 году после расформирования 1-й гвардейской танковой дивизии был передан в состав 21-й гвардейской механизированной дивизии.
С 1955 по 1957 года полк находился в составе 20-й гвардейской механизированной дивизии, которая в 1957 году была преобразована в 27-ю гвардейскую танковую дивизию и которая в 1965 году стала 79-й гвардейской танковой дивизией.
После окончания войны полк входил в состав дивизий 8-й гвардейской армии Западной группы войск (ГСОВГ, ГСВГ). Место постоянной дислокации — Германия, город Заальфельд.